# غوردون ووكر
غوردون ووكر (بالإنجليزية: Gordon Walker)‏ هو ملحن وموسيقي بريطاني، ولد في 13 ديسمبر 1967 في Ayrshire ‏ في المملكة المتحدة.

## وصلات خارجية
- غوردون ووكر على موقع ميوزك برينز (الإنجليزية)
- غوردون ووكر على موقع أول ميوزيك (الإنجليزية)